# Senekowie
Senekowie (ang. Seneca) – plemię Indian północnoamerykańskich należące do Ligi Irokezów. W przeszłości zamieszkiwali tereny w okolicy Wielkich Jezior, najdalej na zachód ze wszystkich sześciu plemion konfederacji irokeskiej.
Obecnie ich liczbę szacuje się na 15–25 tys. Zamieszkują w USA i Kanadzie, w tym w pięciu niewielkich rezerwatach w okolicach Buffalo w stanie Nowy Jork, w rezerwacie Tonawanda koło Akron (Nowy Jork), a także w Oklahomie i w pobliżu Brantford w Ontario.